# Calcinha Preta
Calcinha Preta est un groupe brésilien de forró eletrônico, originaire d'Aracaju, dans l'État du Sergipe.

## Histoire
Calcinha Preta est formé le 8 décembre 1995, dans la ville d'Aracaju par l'homme d'affaires et producteur de musique Gilton Andrade, avec Daniel Diau, Silvânia Aquino, Bell Oliver et O'hara Ravick. Le groupe se caractérise par ses chansons romantiques, ses concerts surproduits, ses costumes audacieux et ses nombreux changements de groupe, ainsi que par ses reprises en portugais de classiques internationaux du rock et de la pop,. 
En 2003, le groupe se produit devant 125 000 spectateurs au Parque de Exposições de Salvador, Bahia, ce qui donne lieu au DVD Ao Vivo em Salvador. L'apogée du groupe suit avec leur album live suivant, Show Histórico, enregistré à Ananindeua, Pará, qui se vend à plus d'1,6 million d'exemplaires. En 2007, un sondage publié par l'institut Datafolha désigne Calcinha Preta comme le troisième artiste le plus populaire au Brésil. Leurs chansons les plus populaires comprennent Manchete dos Jornais, Baby Doll, Hoje à Noite, Paulinha, Louca Por Ti et, surtout, le tube Você Não Vale Nada, qui contribuera à renforcer la popularité du groupe en faisant partie de la bande originale du feuilleton Caminho das Índias de Rede Globo. Le titre a valu au groupe le prix de la meilleure chanson de 2009 aux Melhores do Ano, Extra de Televisão et Troféu Imprensa,,.

## Discographie notable

### Albums studio
- 1996 : A Banda de Forró Mais Gostosa do Brasil (100 000 exemplaires vendus[16] ;  Platine)
- 1997 : Forrozão da Condenada & Banda Calcinha Preta (100 000 exemplaires[16] vendus ;  Platine)
- 1999 : A Moçada é Só Filé! (500 000 exemplaires[16] vendus ;  Diamant)
- 2000 : Sou Seu Amor (660 000 exemplaires[16] vendus ;  Diamant (x2))
- 2001 : Seu Coração Vai Aprender o Que é Paixão! (600 000 exemplaires[16] vendus ;  Diamant (x2))
- 2002 : Amor da Minha Vida (710 000 exemplaires[17] vendus ;  Diamant (x2))
- 2003 : A Gente Se Vê Lá! (840 000 exemplaires[18] vendus ;  Diamant (x2))
- 2004 : Hoje à Noite - Inéditas e Ao Vivo (800 000 exemplaires[18] vendus ;  Diamant (x2))
- 2004 : Mágica (825 000 exemplaires[18] vendus ;  Diamant (x2))
- 2006 : Dois Amores, Duas Paixões (1 500 000 exemplaires[18] vendus ;  Diamant (x2))
- 2006 : Pensão Alimentícia (1 000 000 exemplaires[18] vendus ;  Diamant (x3))
- 2007 : Como Vou Deixar Você? (515 000 exemplaires[18] vendus ;  Diamant)
- 2007 : Fica Comigo, Paulinha! (390 000 exemplaires[16] vendus ;  Diamant)
- 2008 : Vencedor, Nós Estamos Com Você! (550 000 exemplaires[16] vendus ;  Diamant)
- 2010 : Sou Assim, Não Vou Mudar (150 000 exemplaires[16] vendus ;  Platine)
- 2011 : Meu Primeiro Namorado (100 000 exemplaires[16] vendus ;  Platine)
- 2012 : Eu Amo Você
- 2013 : Volume 27 Premium: Bem-Vindo à Nossa História
- 2014 : Filmes e Histórias
- 2015 : Balada Prime